# Halász Aladár
Halász Aladár (Budapest, 1892. január 25. – Budapest, 1966. január 10.) magyar jogász, ügyvéd, egyetemi tanár, politikus, 1947 és 1953 között országgyűlési képviselő.

## Élete
Római katolikus hitre tért zsidó hivatalnokcsaládban született, Halász Emánuel és Politzer Dorottya fiaként. Nagyapja Halász Náthán (1834–1910) iskolaigazgató, lapszerkesztő volt. 1910-ben a budapesti V. kerületi állami főgimnáziumban érettségizett, görög nyelvből és irodalomból kiegészítő érettségi vizsgát is tett. A Budapesti Tudományegyetem Állam- és Jogtudományi Karának hallgatója lett, ahol 1915-ben szerzett jogi doktorátust. Egyetemi tanulmányai mellett kezdett politizálni, 1910 és 1914 között a Galilei Kör jogtudományi szakosztályának tagja, majd 1925-ig a Magyar Radikális Párt és a párt ún. elnöki tanácsának tagja volt.
1915 és 1919 között Halász Frigyes (nagybátyja) és Baracs Marcell budapesti ügyvédek, illetve a Budapesti Központi Járásbíróság joggyakornoka volt, a Tanácsköztársaság alatt a Szociális Termelés Népbiztosságán dolgozott, majd 1919-től 1925-ig Bécsben élt. Hazatérve egységes bírói és ügyvédi vizsgát tett, és Budapesten ügyvédi irodavezető lett, majd 1930 és 1944 között önálló ügyvéd volt. 1944-ben származása miatt törölték az ügyvédi kamarából, Magyarország német megszállása után, 1944 májusában pedig feleségével együtt letartóztatták. 1945-től 1951-ig ismét Budapesten dolgozott ügyvédként.
A második világháború után részt vett a Magyar Radikális Párt újjászervezésében, és a párt főügyésze, majd 1949-ben főtitkára lett. Az 1945-ös nemzetgyűlési választáson pártja országos listájának 5. helyén szerepelt, de nem szerzett mandátumot. Az 1947-es országgyűlési választáson pótképviselővé választották, majd az év decemberében behívták, így országgyűlési képviselő lett. Nagy szerepe volt a Magyar Radikális Párt és a Polgári Demokrata Párt fúziójának előkészítésében. A Magyar Jogászszövetség vezetőségi tagja, majd az Ügyvédi Kamarák Országos Szövetsége főügyész-helyettese, illetve Országos Szabadművelődési Tanács tagja volt.
Az 1949-es országgyűlési választáson a Magyar Függetlenségi Népfront jelöltjeként jutott parlamentbe, majd 1950-ben a Fővárosi Tanács, 1954-ben pedig a Hazafias Népfront Országos Tanácsának tagja lett. 1951-ben a Szegedi Tudományegyetem ÁJTK Római Jogi Tanszék tanszékvezető intézeti tanára lett, majd az év decemberétől egyetemi docens volt. 1956 januárjában az Igazságügyi Minisztérium és az Ügyvédi Kamarák Országos Bizottsága törölte az ügyvédek sorából, 1958-ban pedig a jogi tudományok kandidátusa lett. 1956 és 1959 között a Pécsi Tudományegyetem Római Jogi Tanszék tanszékvezető egyetemi docense, majd haláláig tanszékvezető egyetemi tanár volt.
Felesége 1934-től Lánczos Gizi zongoratanárnő, Lánczos Kornél fizikus, matematikus testvére volt. 1966-ban hunyt el Budapesten, a Farkasréti temetőben nyugszik.

## Díjai, elismerései
- Munka Érdemrend ezüst fokozata (1965)[4]